# Cornellà de Llobregat
Cornellà de Llobregat is een gemeente in de Spaanse regio Catalonië, in de provincie Barcelona, in de comarca Baix Llobregat. Cornellà de Llobregat telt 86.072 inwoners (1 januari 2016). De plaats is compleet opgeslokt door de stad Barcelona en vastgegroeid aan L'Hospitalet de Llobregat en El Prat de Llobregat. Het is de grootste plaats van de comarca Baix Llobregat.

## Geschiedenis
De geschiedenis van Cornellà de Llobregat is grotendeels bepaald door drie factoren : de nabijheid van de stad Barcelona, het is een doorreisgebied (zoals de hele Comarca Baix Llobregat) naar en van de hoofdstad van Catalonië en de nabijheid van de rivier Llobregat.
De naam heeft een Romeinse oorsprong (Cornelianus). De architectuur van de stad karakteriseert zich door sporen van de Visigoten. De eerste geschreven bronnen van de stad dateren van 980 nc, toen er een kerk en een verdedigingstoren waren om zich te verdedigen tegen de Saracenen, op de plek waar het huidige kasteel (gebouwd in de 14e eeuw) zich bevindt. De stad lag op Barcelona's grondgebied in de 13e eeuw en voor een korte periode behoorde het tot "Franqueses del Llobregat" waardoor agriculturele activiteiten werden ontwikkeld.

## Sport
Voetbalclub RCD Espanyol komt uit Cornellà de Llobregat en speelt in het RCDE Stadium, dat 40.500 toeschouwers kan huisvesten.

## Vervoer
Cornella is aangesloten op het openbaarvervoersnetwerk van de agglomeratie Barcelona, en is binnen dit netwerk bereikbaar met metro, lightrailtrein, tram en bus.
Naast een aantal stadsbuslijnen doen ook een aantal nachtbussen de plaats aan. Van de metro van Barcelona stopt lijn 5 in Cornella, op de haltes Sant Ildefons, Gavarra en Cornellà Centre. De lightrailtrein van de FGC, die vertrekken vanaf het station Espanya onder de Plaça d'Espanya in Barcelona, stoppen in Cornella in de stations Almeda en Cornellà-Riera.
Daarnaast is Cornellà ook aangesloten op het Spaanse spoorwegnet. Op Station Cornellà stoppen de voorstadspoorwegtreinen van de Renfe, de Rodalies, lijnen R1 en R4.

## Demografische ontwikkeling
Bron: INE; 1857-2011: volkstellingen

## Geboren in Cornellà de Llobregat
- Reyes Estévez (2 augustus 1976), atleet
- Rubén Miño (18 januari 1989), voetballer